# Antiparasitario

Metronidazol, un antiamebiano.

Un antiparasitario es un medicamento antiinfeccioso usado en humanos y animales para el tratamiento de infecciones causadas por bacterias y parásitos y para el tratamiento de algunas formas de cáncer. Además hay collares antiparasitarios para perros.

## Antihelmínticos
- Albendazol, indicado para el tratamiento de:
  - Hidatidosis
  - Céstodos y cisticercosis
  - Nemátodos o gusanos redondos

- Ivermectina
  - Oncocercosis
  - Filariasis
  - Gusanos redondos o nemátodos
  - Ectoparásitos

- Praziquantel
  - Esquistosomiasis
  - Tremátodos
  - Céstodos

## Antiprotozoarios
- Albendazol
  - Giardiasis
  - Micporidiosis

- Fumagilina
  - Microsporidiosis ocular

- Trimetoprima/Sulfametoxazol
  - Ciclosporosiso
  - Isosporiasis

- Paromomicina
  - Criptosporidiosis

## Nuevos tratamientos
En las últimas décadas se vienen empleando triazolopirimidinas y complejos metálicos derivados de ellas como fármaco alternativo a los antimoniales existentes en el mercado, en la búsqueda de disminuir los efectos secundarios y combatir el desarrollo de resistencia por parte de los parásitos a los fármacos comerciales.